# Peter Steegmans
Peter Steegmans is een Belgisch voormalig motorcrosser.

## Levensloop
Steegmans werd Belgisch kampioen zijspancross in 1997.  Daarnaast werd hij in 2009 Nederlands en in 2010 Duits kampioen. Eind van dat jaar zette hij een punt achter zijn zijspancrosscarrière. Zijn bakkenisten waren Sven Verbrugge en de Nederlander Christian Verhaegen.

## Palmares
- Belgisch kampioenschap: 1997
- Nederlands kampioenschap: 2009
- Duits kampioenschap: 2010